# Länsväg 276

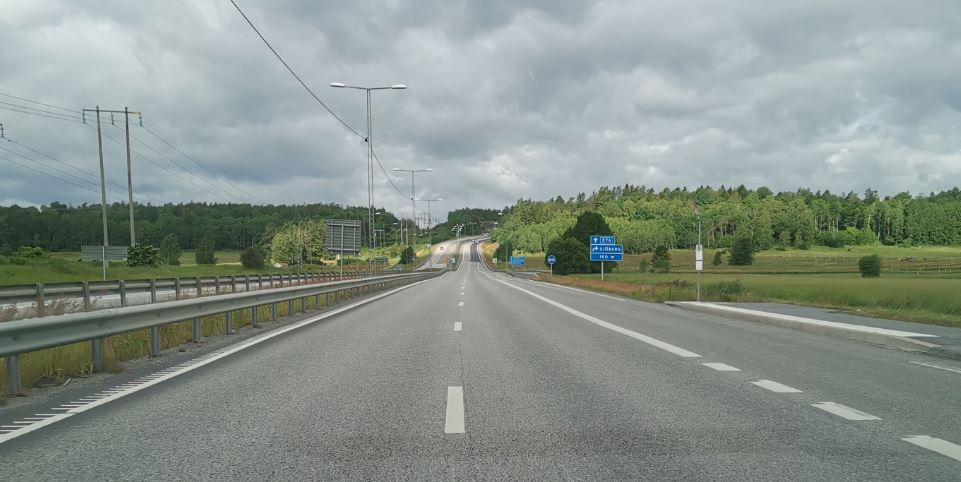
Väg 276 i riktning mot Rosenkälla, juli 2020

Länsväg 276 är en cirka 51 km lång länsväg i Stockholms län, i Österåkers och Norrtälje kommuner. Den går mellan trafikplats Rosenkälla vid E18 och Norrtälje, i en båge via Åkersberga, Roslags-Kulla och Penningby. Vid trafikplats Frötuna i Norrtälje korsar den åter E18, och slutar sedan i en rondell vid Riksväg 76. Vägen går under Åkersberga centrum genom den 244 meter långa Åkersbergatunneln. I Österåker har vägen namnet Roslagsvägen men byter namn till Södra kustvägen i Norrtälje kommun. 
Mellan Trafikplats Rosenkälla vid E18 samt Åkersberga utgörs väg 276 av en fyrfältsväg som är mötesseparerad med en mittremsa samt har belysning. Ett antal korsande vägar finns på denna sträcka till lokalvägar. Hastigheten är skyltad till 90 km/h längs med denna sträcka förutom i centrala Åkersberga där det är skyltat 50 km/h. Från Åkersberga upp till Norrtälje utgörs väg 276 av en vanlig 9 meter bred landsväg.
Den ansluter till: 
- E18 vid trafikplats Rosenkälla
- Länsväg 265 vid trafikplats Rosenkälla
- Länsväg 278 i Penningby
- E18 i Norrtälje
- Riksväg 76 i Norrtälje

## Lista över trafikplatser och korsningar
|  | Nr  | Namn                   | Skyltning                                                                               |
|  | --- | ---------------------- | --------------------------------------------------------------------------------------- |
|  | 187 | Trafikplats Rosenkälla | E18 Stockholm, Norrtälje, Gillinge (via gamla Norrtäljevägen), 265 Täby Kyrkby, Arlanda |
|  |     | Poppelvägen            | Stava, Långsjön                                                                         |
|  |     | Sjöbergsvägen          | Sjöberg                                                                                 |
|  |     | Sockenvägen            | Smedby, Domarudddens naturreservat                                                      |
|  |     | Svinningevägen         | Svinninge, Vaxholm                                                                      |
|  |     | Rallarvägen            | Åkersberga industriområde                                                               |
|  |     | Stationsvägen          | Åkersberga centrum, Åkersberga station                                                  |
|  |     | Bergavägen             | Österåkers IP, Hackstaområdet                                                           |
|  |     | Åkersbergatunneln      | 244 m under Åkersberga Centrum                                                          |
|  |     | Margretelundsvägen     | Österskär, Margretelund                                                                 |
|  |     | Söralidsvägen          | Margretelund, Tråsättra                                                                 |
|  |     | Vettershagabron        |                                                                                         |